# Haplochromis rubescens
Haplochromis rubescens е вид лъчеперка от семейство Цихлиди (Cichlidae).

## Разпространение
Видът е разпространен в Демократична република Конго и Руанда.